# توماس بيلي ماركيز
توماس بيلي ماركيز (بالإنجليزية: Thomas Bailey Marquis)‏ مؤرخ أمريكي وعالم إثنوغرافي (علم وصف الأعراق البشرية) متعلم ذاتيًا، كتب عن هنود السهول (الأمريكيون الأصليون) ومواضيع أخرى تخص التخوم الأمريكية (الغرب الأمريكي القديم). أبدى اهتمامًا خاصًا بحادثة القضاء على كتيبة جورج أرمسترونغ كاستر في معركة لتل بيج هورن (معركة حقل العشب الدهني) والتي أصبح مهووسًا بها خلال حياته يقدر المؤرخون مجموع أعمال ماركيز لتسجيله قصص حياة العديد من هنود السهول وكتاباته حول طريقة حياتهم، خصوصًا أولئك المشتركين في في معركة كاستر، مثل المحارب «وودن ليغ» في كتاب «محارب في كاستر». أجرى ماركيز بحثه هذا في زمن قل فيه الاهتمام بالنسخة الهندية من الأحداث، على الرغم من عدم نجاة أي جندي أميركي من معركة كاستر. يعتبر عمل ماركيز بذلك فريدًا ولا يمكن تكراره.
طور ماركيز نظرياته الخاصة بشأن تاريخ أمة شايان. من بينها انتحار العديد من رجال كاستر عندما أصبح الوضع ميؤوسًا منه، وأثبتت هذه الفكرة إثارتها للجدل على نطاق واسع. ظهرت هذه الفكرة لأول مرة في سرد قصة وودن ليغ، لكنها تطورت على نحو منفصل في كتاب «أبق الرصاصة لنفسك»، الذي اعتبره ماركيز العمل المتوّج لأبحاثه حول كاستر. لم ينشر هذا التقرير الأخير خلال حياة ماركيز؛ ولم يظهر قدر كبير من أعماله مطبوعة حتى سبعينيات القرن العشرين. آخر كتاب صدر، هو كتاب «شايان أوف مونتانا» الذي نشر سنة 1978، يعتبره المؤرخون عملًا قيمًا على نحو خاص. في عام 2006، نشرت مجموعة من صوره باسم «ألبوم شايان من الشمال».
ولد ماركيز في ولاية ميزوري وتدرب على مهنة الطباعة. انتقل إلى مونتانا لتوقه تجربة مغامرة في الغرب الأمريكي، ولكن انتهى به المطاف في البقاء هناك لبقية حياته. عمل بداية طابعًا جوالًا، ولكن بعد الزواج تدرب في مهنة الطب وأصبح طبيبًا. تلخصت الفكرة في أن يحظى بأسلوب حياة أكثر استقرارًا، خاصة بعد ولادة ابنته الأولى، لكن ماركيز بدا متمتعًا بشغف شديد، إذ كثيرًا ما غير موقع سكنه وفكر في تغيير مجال عمله (إذ تأهل كمحام في مرحلة ما). اتضح ذلك خصوصًا بعد خدمته العسكرية في الحرب العالمية الأولى وفشل زواجه. حصل تلك التحركات كلها داخل مونتانا، وآخر موقع عاش فيه كان في هاردين في محمية كرو بالقرب من موقع معركة كاستر. أسس متحفًا هناك دُمج اليوم في النصب التذكاري الوطني لساحة بيغورن.
بدأ ماركيز الكتابة في بداية القرن الماضي، يكتب مقالات في الصحف. في سنة 1922، عين طبيبًا بالوكالة لقبيلة شايان الشمالية. استقال بعد عشرة أسابيع فقط، ولكنه كان هناك لفترة كافية لكي يدرك أن العديد من المشاركين في معركة كاستر كانوا لا يزالون على قيد الحياة. بين عامي 1923 و1926، مارس ماركيز الطب على نحو خاص في محمية كرو، لكنه فيما بعد حاول أن يجعل من الكتابة مهنته الدائمة. عانى ماركيز من الدين طيلة حياته؛ انقطع عن الكتابة أحيانًا لحاجته كسب المال من مهنة الطب، أو حتى من حياته المهنية الأصلية في التنضيد. عاد في سنة 1926 إلى معارفه من قبيلة شايان، وأجرى معهم مقابلات متعمقة. سمحت له الثقة التي طورها برفقتهم إلى انفتاحهم له على نحو لم يكونوا عليه مع أي من الغرباء الآخرين. شغلت النتيجة التي حصل عليها الجزء الأكبر من حياة ماركيز.

## نشأته
ولد ماركيز في 19 ديسمبر 1869 في مزرعة بالقرب من مدينة أوسيولا، ميزوري. جاء اسم عائلته من أسلاف فرنسيين منحوا لقب عائلة ماركيز. حرم جد ماركيز الأكبر في عام 1768 تقريبًا من الورثة لزواجه امرأة من غير طبقته، ابنة تاجر إنجليزي. لعدم وجود فرص له في فرنسا، هاجر إلى فيرجينيا، وحافظ على ماركيز اسمًا لعائلته.
كان جد ماركيز، جيمس ماركيز، كاهنًا في الكنيسة الميثودية، وترك منصبه هناك ليدرس الطب. أيضًا، درس ابنه، والد ماركيز أدونيا كوزنر ماركيز، الطب؛ خدم كل من جيمس وأدونيا ضباط طبيين في جيش الاتحاد خلال الحرب الأهلية الأمريكية. خدم أدونيا في المستشفى العسكري في كلينتون، ميزوري، حيث التقى وتزوج سارة إلين ويستفول، الابنة الكبرى لأسرة غنية من العائلات الزراعية من مقاطعة فيرنون، ميزوري، التي صارت والدة ماركيز. بعد الحرب، اشترى أدونيا مزرعة في أوسيولا؛ وعاد إلى ممارسة مهنة الطب وترك إدارة المزرعة للعمال.
ماركيز هو الأصغر بين أربعة أبناء، توفيت والدته قبل بلوغه عامه الأول. رغم زواج والده مجددًا بعد فترة وجيزة، إلا أن جدة ماركيز اعتنت به إلى أن أصبح في الرابعة من عمره. انضم إلى أبيه وزوجته في منزلهما في روسكو، ميزوري. اشترى أدونيا نصف حصة في صحيفة أوسيولا لكي يتمكن ابنه بيرني، الأخ الأكبر لماركيز، من تعلم مهنة الطباعة. عندما أصبح راشدًا بما فيه الكفاية، فعل ماركيز الشيء نفسه، وتعلم ضبط حروف الطباعة في الوقت الذي كان فيه في الثالثة عشرة من عمره. بعد تركه المدرسة سنة 1885، التحق ماركيز، إلى جانب أخته مولي، بجامعة ويبلو المسيحية في ويبلو، ميزوري. تخرج سنة 1887.
في البداية، كان ماركيز قادرًا فقط على العمل مدرسًا في مدرسة محلية مؤلفة من غرفة واحدة. لكن أخاه وجد له عملًا كطابع في مدينة سانت جوزيف، ميزوري. في فبراير من العام 1888، قطع ماركيز مسافة 150 ميلًا للوصول إلى سانت جوزيف. كان هذا أبعد ما مر به ماركيز الشاب المنزل وأول تجربة له في مدينة كبيرة.

## عمله في الطباعة
عمل ماركيز في سانت جوزيف ضمن مختلف الصحف، بما في ذلك صحيفة سانت جوزيف ديلي نيوز، وسانت جوزيف غازيت، وسانت جوزيف هيرالد. بدا له من السهل الحصول على عمل، إذ إن العديد من العاملين في الطباعة غادروا المدينة بعد إغلاق نقابة لعمال الطباعة متجرًا للطباعة.
بدأ اهتمام ماركيز بالغرب في عام 1890 لدى سماعه قصص ثلاثة من عمال الطباعة الذين قضوا عامًا هناك. قرر ماركيز وزميله في صحيفة هيرالد ادخار بعض المال للقيام برحلة مماثلة، ليعملوا بذلك في كل نوبة أتيحت لهم. إلا أن زميله العامل تخلى عن الفكر واضطر ماركيز للذهاب وحده. استقل ماركيز قطارًا متجهًا إلى هيلينا، مونتانا، في 23 يوليو 1890، ووصل في تاريخ 27 من الشهر نفسه. سرعان ما وجد عملًا مؤقتًا في صحيفة «هيلينا إندبندنت ريكورد». التقى ماركيز في هيلينا الأمريكيين الأصليين للمرة الأولى. لعل الأمر الأكثر إثارة للاهتمام هو أنه شهد لأول مرة مطعمًا صينيًا.
لاحقًا في سنة 1890، سافر ماركيز مع عامل طباعة آخر جوال إلى أناكوندا، مونتانا، حيث وجد مجددًا عملًا مؤقتًا مع صحيفة «أناكوندا ستاندرد». كانت مؤقتا الصحيفة الرائدة في مونتانا، بتمويل من ماركوس دالي، وأسسها المدير التحريري جون هيرست دورستون. بحلول نهاية العام، شغل ماركيز منصبًا دائمًا في ستاندرد. في نوفمبر 1892، تزوج أوكتافيا ستيوارت هيل هاوس، حفيدة جوزيف ستيوارت، القائد الأول لألكتراز. بعد سنتين، قرر ماركيز الانتقال إلى مهنة أكثر استقرارًا وبدأ دراسة الطب.